# 2403 Šumava
A 2403 Sumava (ideiglenes jelöléssel 1979 SQ) a Naprendszer kisbolygóövében található aszteroida. Antonín Mrkos fedezte fel 1979. szeptember 25-én.